# Phygadeuon elongatus
Phygadeuon elongatus là một loài tò vò trong họ Ichneumonidae.